# 天沢
天沢（てんたく、生没年不詳）は、戦国時代の天台僧。尾張国の人。
織田信長居城の清洲城の近郊にある味鏡山天永寺の僧侶。天正9年（1581年）、戦火で焼失していた同寺護国院を再興、また本尊の薬師像を再修した。
また永禄年間に関東へ下向しているが、その際に甲斐国の武田信玄を訪問し、織田信長の人となりを詳細に尋ねられている。